# Boglárka Telegdy-Kapás
Boglárka Telegdy-Kapás, född 22 april 1993 i Debrecen, är en ungersk simmare.
Telegdy-Kapás blev olympisk bronsmedaljör på 800 meter frisim vid sommarspelen 2016 i Rio de Janeiro.
Vid EM 2024 i Belgrad tog Telegdy-Kapás brons på 200 meter fjärilsim.